# Mistrzostwa Europy w Judo 2014
63. Mistrzostwa Europy w Judo odbyły się w dniach 24-27 kwietnia 2014 w Montpellier.

## Medaliści[1]

### Mężczyźni
| Konkurencja       | Złoto | Srebro | Brąz |
| do 60 kg          | Biesłan Mudranow | Amiran Papinaszwili | Howhannes Dawtian İlqar Müşkiyev |
| do 66 kg          | Loïc Korval | David Larose | Michaił Pulajew Dzmitryj Szerszań |
| do 73 kg          | Dex Elmont | Ugo Legrand | Rok Drakšič Miklós Ungvári |
| do 81 kg          | Awtandil Czrikiszwili | Loïc Pietri | Szabolcs Krizsán Sven Maresch |
| do 90 kg          | Warlam Liparteliani | Kiriłł Woprosow | Alexandre Iddir Krisztián Tóth |
| do 100 kg         | Lukáš Krpálek | Elmar Qasımov | Adłan Bisułtanow Cyrille Maret |
| powyżej 100 kg    | Teddy Riner | Adam Okruaszwili | André Breitbarth Marius Paškevičius |
| turniej drużynowy | Gruzja · Shalva Kardava · Nugzar Tatalaszwili · Awtandil Czrikiszwili · Warlam Liparteliani · Adam Okruaszwili · (Amiran Papinaszwili, Ushangi Margiani, · Zebeda Rekhviashvili, Zviad Gogotchuri · Levani Matiashvili) | Rosja · Alim Gadanow · Musa Moguszkow · Murat Chabaczirow · Grigorij Sulemin · Rienat Saidow · (Aleksandr Michajlin, Kamal Chan-Magomiedow · Dienis Jarcew, Sirażudin Magomiedow) | Niemcy · Rene Schneider · Christopher Völk · Alexander Wieczerzak · Marc Odenthal · Karl-Richard Frey · (Tobias Englmaier, Sven Maresch, · André Breitbarth) · Francja · Loïc Korval · Ugo Legrand · Loïc Pietri · Romain Buffet · Cyrille Maret · (Florent Urani, Alain Schmitt · Alexandre Iddir, Teddy Riner) |

### Kobiety
| Konkurencja       | Złoto | Srebro | Brąz |
| do 48 kg          | Éva Csernoviczki | Amandine Buchard | Maryna Czerniak Kristina Rumiancewa |
| do 52 kg          | Majlinda Kelmendi | Natalja Kuziutina | Andreea Chițu Gili Cohen |
| do 57 kg          | Automne Pavia | Miryam Roper | Sabrina Filzmoser Telma Monteiro |
| do 63 kg          | Clarisse Agbegnenou | Tina Trstenjak | Agata Ozdoba-Błach Anicka van Emden |
| do 70 kg          | Kim Polling | Laura Vargas Koch | Bernadette Graf Barbara Matić |
| do 78 kg          | Audrey Tcheuméo | Marhinde Verkerk | Abigél Joó Lucie Louette |
| powyżej 78 kg     | Emilie Andéol | Larisa Cerić | Franziska Konitz Jasmin Külbs |
| turniej drużynowy | Francja · Pénélope Bonna · Automne Pavia · Clarisse Agbegnenou · Gévrise Émane · Emilie Andéol · (Annabelle Euranie, Audrey Tcheuméo · Anne-Laure Bellard, Fanny Posvite) | Niemcy · Mareen Kräh · Romy Tarangul · Miryam Roper · Iljana Marzok · Luise Malzahn · (Martyna Trajdos · Laura Vargas Koch · Franziska Konitz) | Polska · Zuzanna Pawlikowska · Arleta Podolak · Agata Ozdoba-Błach · Katarzyna Kłys · Katarzyna Furmanek · (Ewa Konieczny · Halima Mohamed-Seghir · Karolina Tałach) · Słowenia · Petra Nareks · Vlora Bedeti · Tina Trstenjak · Urška Žolnir · Anamari Velenšek · (Manja Kropf · Anka Pogacnik · Lucija Polavder) |

## Tabela medalowa
| Miejsce | Państwo              | Złoto | Srebro | Brąz | Razem |
| ------- | -------------------- | ----- | ------ | ---- | ----- |
| 1       | Francja              | 7     | 4      | 4    | 15    |
| 2       | Gruzja               | 3     | 2      | 0    | 5     |
| 3       | Holandia             | 2     | 1      | 1    | 4     |
| 4       | Rosja                | 1     | 3      | 3    | 7     |
| 5       | Węgry                | 1     | 0      | 4    | 5     |
| 6       | Czechy               | 1     | 0      | 0    | 1     |
| 6       | Kosowo               | 1     | 0      | 0    | 1     |
| 8       | Niemcy               | 0     | 3      | 5    | 8     |
| 9       | Słowenia             | 0     | 1      | 2    | 3     |
| 10      | Azerbejdżan          | 0     | 1      | 1    | 2     |
| 11      | Bośnia i Hercegowina | 0     | 1      | 0    | 1     |
| 12      | Austria              | 0     | 0      | 2    | 2     |
| 12      | Polska               | 0     | 0      | 2    | 2     |
| 14      | Armenia              | 0     | 0      | 1    | 1     |
| 14      | Białoruś             | 0     | 0      | 1    | 1     |
| 14      | Chorwacja            | 0     | 0      | 1    | 1     |
| 14      | Izrael               | 0     | 0      | 1    | 1     |
| 14      | Litwa                | 0     | 0      | 1    | 1     |
| 14      | Portugalia           | 0     | 0      | 1    | 1     |
| 14      | Rumunia              | 0     | 0      | 1    | 1     |
| 14      | Ukraina              | 0     | 0      | 1    | 1     |